# Nombre 270
El nombre 270 (CCLXX) és el nombre natural que segueix el nombre 269 i precedeix el nombre 271.
La seva representació binària és 100001110, la representació octal 416 i l'hexadecimal 10E.
La seva factorització en nombres primers és 2 × 3³ × 5 = 270.

## Nombres del 271 al 279
| Nombre | Nombre romà | Sistema binari | Sistema hexadecimal | Més informació que destaca del nombre                                                                             |
| 271    | CCLXXI      | 100001111      |                     | |
| 272    | CCLXXII     | 100010000      | 110                 | La suma de quatre nombres primers consecutius (61 + 67 + 71 + 73)                                                 |
| 273    | CCLXXIII    | 100010001      | 111                 | En kèlvins, el punt de fusió de l'aigua a nivell del mar. En graus Celsius i negatiu (-273), el zero absolut.     |
| 274    | CCLXXIV     | 100010010      | 112                 | |
| 275    | CCLXXV      | 100010011      | 113                 | 5² × 11 = 275 |
| 276    | CCLXXVI     | 100010100      | 114                 | |
| 277    | CCLXXVII    | 100010101      | 115                 | |
| 278    | CCLXXVIII   | 100010110      | 116                 | |
| 279    | CCLXXIX     | 100010111      | 117                 | Tot enter positiu es pot expressar com la suma de, com a màxim, 279 potències vuitenes (veure problema de Waring) |